# 华沙集中营
华沙集中营（德語：Konzentrationslager Warschau，简称 KL Warschau 或 KZ Warschau）是一组相互关联的德国纳粹集中营（其中包括一座灭绝营）的总称，位于被德国占领的波兰首都华沙。

## 帕布斯特计划
根据纳粹的帕布斯特計畫 ，华沙将成为德国的一座模范城市。 为了实现这一目标， 该城的犹太人被聚集在华沙隔都，最终被移出该城，大部分被处决。 纳粹计划的下一步是杀害该市的波兰人口。波兰人随即成为围捕政策（łapanka）的目标：纳粹会封锁一条街道，企图随意拘留大量平民。 1942年至1944年间，华沙每天约有400名此类围捕的受害者；被拘留者首先被转移到华沙集中营监禁。

## 成立日期

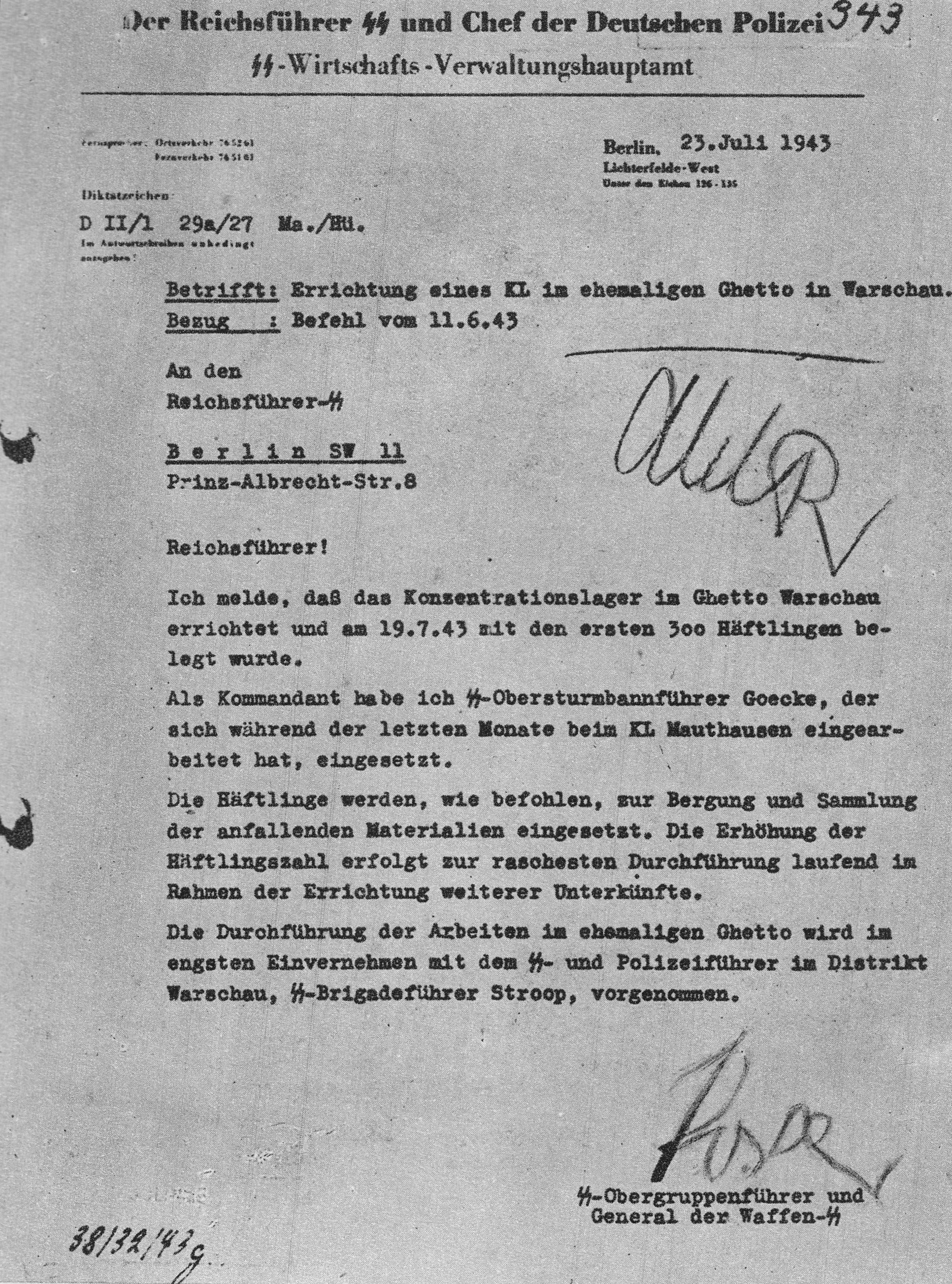
奥斯瓦尔德·波尔给海因里希·希姆莱的信，于1943年7月23日写于华沙集中营

华沙集中营（KZ Warschau）的最早官方记述可追溯至1943年6月19日，该称谓用于指代在华沙隔都废墟中建立的集中营。 然而， KZ Warschau一词同样被用来描述更早建立的类似集中营。不论如何，一般估计华沙集中营从1942年秋天开始运作，直至华沙起义为止 。 集中营的首任指挥官是党卫队上级突击队大队长威廉·戈克 ，他曾在毛特豪森-古森集中营担任仓库管理员。除了种族灭绝的目的外，该集中营的另一目的是提供劳力清理被夷为平地的华沙隔都废墟，并最终将该地区变成一座规划中的党卫队休闲公园。
华沙集中营建立的确切日期仍然未知。一些历史学家认为该集中营是根据党卫队上级集团长奥斯瓦尔德·波尔的命令，于1943年6月11日成立的。然而包括波兰国家记忆研究院法官及历史学家玛丽亚·什钦斯卡在内的许多人声称，华沙集中营在1943年4月华沙隔都起义之前已经开始运作：1942年10月9日，党卫队头目海因里希·希姆莱发布了一道命令，其中就华沙隔都的人口有如下声明：“我已发布命令，要求所有只是从事裁缝、皮草或造靴子工作的所谓兵工厂工人到最近的集中营聚集——也就是华沙和卢布林 。”

## 组织
在1986年Deutschland KL出版的《Atlas zur deutschen Zeitgeschichte 1918-1968》中，华沙集中营被指定为Hauptlager （“主营”），因此它具有与达豪集中营相同的地位。除德国人和德意志裔人以外，警卫中还包括来自特拉夫尼基集中营的乌克兰人和拉脱维亚人。

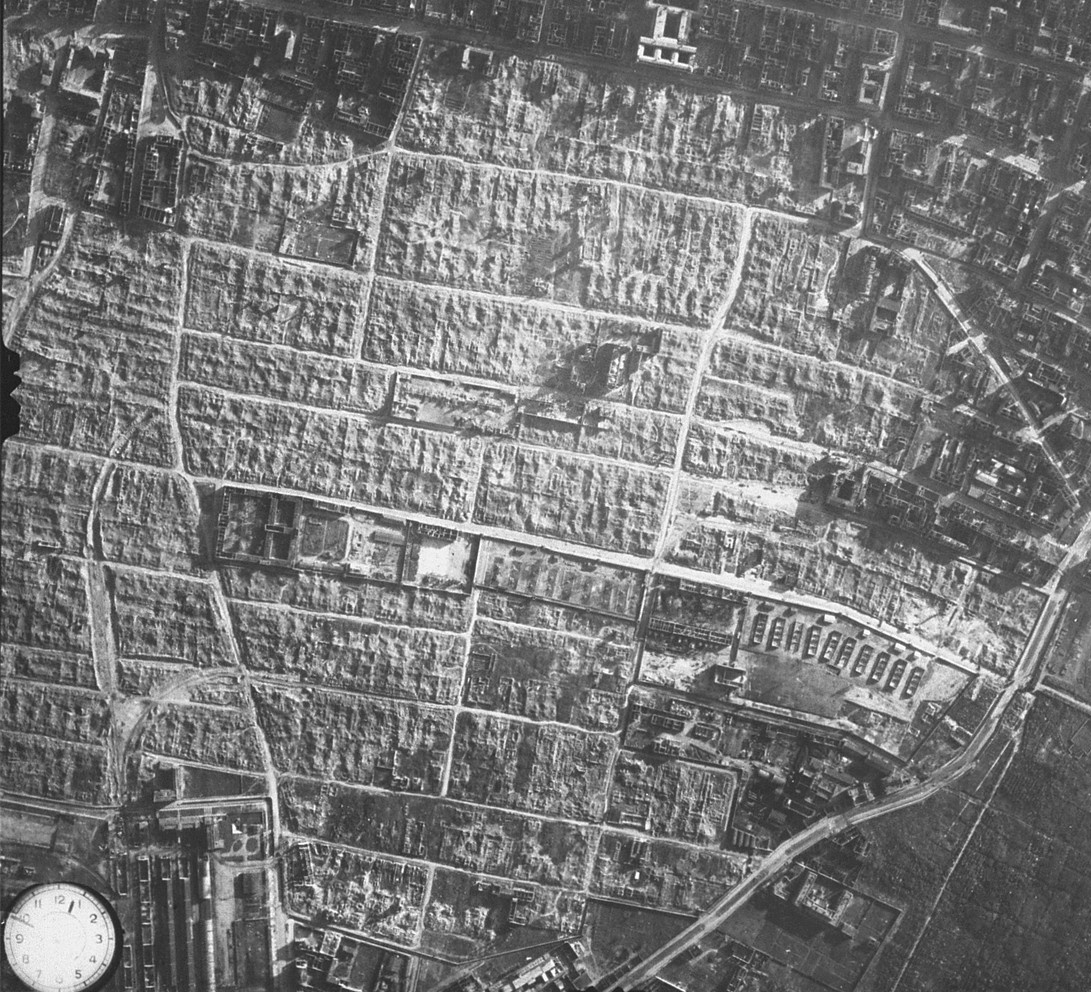
美军1943年5月航拍的华沙隔都北部

该集中营由位于华沙不同地区的六个小部分组成。所有部分由铁路相连，受统一组织、统一指挥。营区按启用时间顺序列出如下：
1. 科沃（Koło）——地区的纳粹集中营，原为1939年纳粹德国俘虏波兰士兵的战俘营（英语：Stalag）。这部分集中营仍然存在争议，因为当地居民声称玛丽亚·什钦斯卡（英语：Maria Trzcińska）误把“drewniane Kolo”住宅项目的建筑物认作了集中营。
2. 华沙火车西站附近的灭绝营（这部分仍然很有争议）;
3. 盖夏街（Gęsia, 今阿涅莱维奇街）集中营，原为劳动营（英语：Arbeitslager），位于盖舒夫卡（英语：Gęsiówka）的隔都旧址 ;
4. 位于诺沃里皮耶街（Nowolipie）的外国犹太人集中营;
5. 隔都旧址姆拉诺夫斯基广场（Muranowski）附近的博尼夫拉特斯卡街（Bonifraterska）集中营;
6. 帕夫亚克监狱（英语：Pawiak），位于帕夫亚街（Pawia），曾为盖世太保监狱 。

全部集中营的总面积为1.2平方公里，有119座专门建造的营房，用于容纳约9000名囚犯。营地设施还包括几座焚尸炉 。 

### 指挥官
- 威廉·戈克（英语：Wilhelm Göcke） （1943年6月-1943年9月）
- 尼克劳斯·赫伯特（英语：Nikolaus Herbet） （1943年9月-1944年7月）

### 其他人员
- 威廉·鲁珀特（英语：Wilhelm Ruppert）

## 共产党监狱营
1945年1月苏联占领华沙之后，集中营的遗迹被用作战俘营；此外，直到1954年该集中营都被苏联内务人民委员部和波兰公安部用于拘留“人民权力的敌人”政治犯；最后一批囚犯于1956年离开。该地曾是规模仅次于莫克图夫监狱的波兰第二大监狱 。 

## 注解
1. ↑  Jerzy Kochanowski.  [Death in Warschau]. Polityka.pl – Historia. 4 November 2009  [25 September 2013]. （原始内容存档于2013-09-25） （波兰语）.
2. ↑   Werner Hilgemann。 Atlas zur deutschen Zeitgeschichte 1918-1968 。苏黎世1986
3. ↑  （波兰語） IPN wydał książkę o obozie KL Warschau